# Cetyně
Cetyně är en ort i Tjeckien.   Den ligger i regionen Mellersta Böhmen, i den centrala delen av landet, 60 km söder om huvudstaden Prag. Cetyně ligger 478 meter över havet och antalet invånare är 168.
Terrängen runt Cetyně är platt åt nordväst, men åt sydost är den kuperad. Runt Cetyně är det glesbefolkat, med 14 invånare per kvadratkilometer. Närmaste större samhälle är Příbram, 12,8 km nordväst om Cetyně. I omgivningarna runt Cetyně växer i huvudsak blandskog.